# はやぶさ 遥かなる帰還
『はやぶさ 遥かなる帰還』（はやぶさ はるかなるきかん）は、2012年2月11日公開の日本映画。監督は瀧本智行。主演は渡辺謙。原作は山根一眞の『小惑星探査機 はやぶさの大冒険』（マガジンハウス）。日本の小惑星探査機「はやぶさ」のプロジェクトとそれに参加した人々を描く。東映60周年記念作品。
「はやぶさ」関連の日本映画は帰還後から相次いで企画され、2011年から2012年春にかけて公開されている。本作は実写作品としては『はやぶさ/HAYABUSA』に次ぐ2番目の作品であり、『おかえり、はやぶさ』と合わせ、20世紀フォックス・東映・松竹の映画大手3社による競作として注目を集めた。
全国311スクリーンで公開され、2012年2月11、12日の初日2日間で興収1億2,821万9,700円、動員10万8,945人になり映画観客動員ランキング（興行通信社調べ）で初登場第4位となった。

## 登場人物
山口駿一郎 - 渡辺謙
JAXA・教授、はやぶさプロジェクトマネージャー。
モデルは川口淳一郎。
藤中仁志 - 江口洋介
JAXA・教授、イオンエンジン担当。
モデルは國中均。
井上真理 - 夏川結衣
朝日新聞社・科学部記者。
鎌田悦也 - 小澤征悦
JAXA・助教授、カプセル担当。
モデルは山田哲哉。
松本夏子 - 中村ゆり
JAXA・学生当番。
森内安夫 - 吉岡秀隆
NEC・イオンエンジン担当。
モデルは堀内康男
大下治夫 - 石橋蓮司
JAXA・幹部。
丸川靖信 - 藤竜也
JAXA・教授、広報担当。
モデルは的川泰宣。
東出博 - 山﨑努
東出機械社長。井上真理の父親。
ダニエル・クラーク - リッコ・ロス
NASA・博士。
その他の出演者
- JAXA・岸本教授 ‐ 嶋田久作
- JAXA・米川教授 ‐ 近藤芳正
- JAXA・石山助教授 ‐ 蟹江一平
- JAXA・日野助教授 ‐ 笠兼三
- 橋本一郎
- 宮下裕治
- 増田修一朗
- 永倉大輔
- 長嶋一茂
- JAXA・浜井助教授 ‐ モロ師岡
- ピエール瀧
- 田中要次
- 矢島健一
- 大和田悠太

## スタッフ
- 監督： 瀧本智行
- 製作： 岡田裕介、加藤進、早河洋
- 企画： 坂上順
- プロジェクトマネージャー： 渡辺謙
- 脚本： 西岡琢也
- 撮影監督：阪本善尚
- 美術：若松孝市
- 音楽：辻井伸行
- VFXスーパーバイザー： 野口光一
- 原作： 山根一眞『小惑星探査機 はやぶさの大冒険』（マガジンハウス）
- 協力： JAXA宇宙航空研究開発機構
- 製作プロダクション：東映東京撮影所、スタジオ88
- 配給：東映
- 配給協力：アスミック・エース
- 製作：「はやぶさ 遥かなる帰還」製作委員会（東映、住友商事、テレビ朝日、木下グループ、アスミック・エース、東映アニメーション、東映ビデオ、ティー ワイ リミテッド、朝日放送、メ〜テレ、朝日新聞社、TOKYO FM、WOWOW、北海道テレビ放送、九州朝日放送）

## 音楽
- サウンドトラック： 辻井伸行

## 主なロケ地
- 東映東京撮影所 第6スタジオ - JAXA相模原キャンパスを再現。
- JAXA相模原キャンパス - 実際の装置を使用。
- 鹿児島県・内之浦宇宙空間観測所 - はやぶさ打ち上げの地。
- 東出機械 - はやぶさプロジェクトサポート企業の1つの町工場。
- 飛不動尊 正宝院 (台東区) - 東京都台東区にある飛行安泰の天台系単立修験寺院。
- 朝日新聞東京本社 - 実際の本社内で撮影。
- 臼田宇宙空間観測所 - はやぶさの電波を受け取っていた観測所。
- オーストラリア・ウーメラ砂漠 - イトカワのサンプルカプセルが回収された場所。

## 史実との相違点
- 映画の最後にサンプルがイトカワ由来と発表されたのが2011年11月と出てくるが実際は2010年11月である。ただ、これは単純ミスによる誤記と思われ、実際にDVD・Blu-Ray版では修正されている。

## 映画公開後

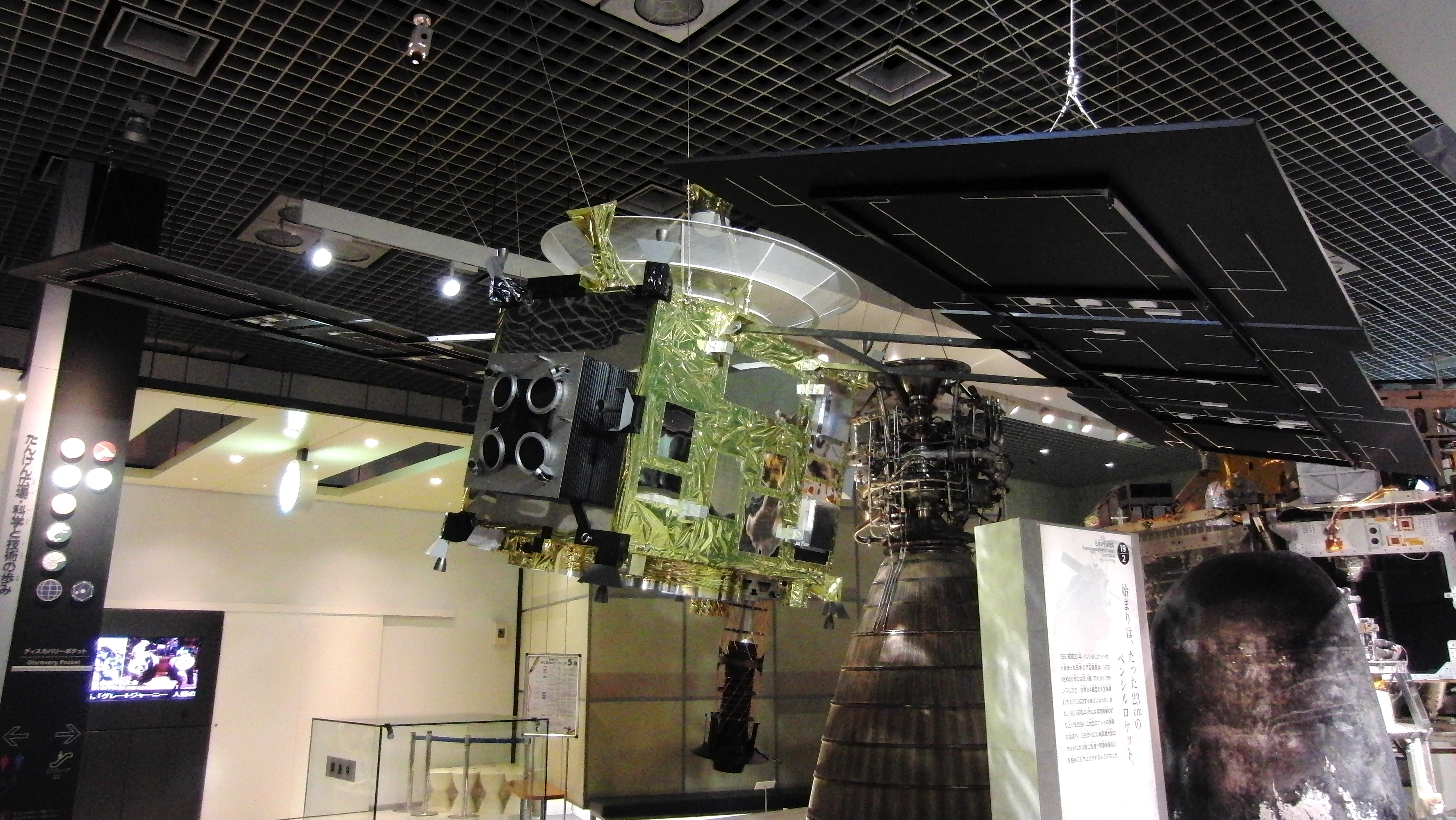
撮影用に製作されたはやぶさの実物大模型。国立科学博物館の展示。

撮影用に製作されたはやぶさの実物大模型は国立科学博物館に寄贈され、展示されている。